# Мирчо Дамчев
Мирчо Талев Дамчев е български революционер, деец на Вътрешната македоно-одринска революционна организация и на Вътрешната македонска революционна организация.

## Биография
Мирчо Дамчев е роден през 1878 година в прилепското село Загорани, тогава в Османската империя, днес в Северна Македония. Присъединява се към ВМОРО през 1896 година, заклет от войводите Мирче Ацев и Толе паша. Назначен е за селски войвода в родното си село, а през Илинденско-Преображенското въстание от юли 1903 година с отряда си защитава Крушево под командата на Блаже Биринчето, като е леко ранен в сражение. През 1904 година е заловен от турските власти и осъден на 15 години строг тъмничен затвор. Амнистиран е след Младотурската революция, но заради повторното му издирване от турските власти бяга в САЩ.
През 1912 година заминава за България, където се включва като доброволец в Българската армия по време на Балканските войни. Участва в Македоно-одринското опълчение, в 3-та рота на 12-а Лозенградска дружина. Награден е с бронзов медал. Участва във възстановяването на ВМРО от Тодор Александров и през 1923 година подпомага четата на Петър Костов-Пашата. Предаден е на сръбските власти и е осъден на 18 години затвор, но през 1924 година е амнистиран.
На 10 март 1943 година, като жител на Загорани, подава молба за народна пенсия, която е одобрена и отпусната от Министерския съвет на Царство България.